# Улукулево
Улуку́лево (рос. Улукулево, башк. Олокул) — присілок у складі Кармаскалинського району Башкортостану, Росія. Адміністративний центр Карламанської сільської ради.
Населення — 4546 осіб (2010; 4537 в 2002).
Національний склад:
- татари — 43 %
- башкири — 31 %